# アイ・ガット・リズム
「アイ・ガット・リズム」（I Got Rhythm）は、1930年に発表された、ジョージ・ガーシュウィン作曲、アイラ・ガーシュウィン作詞による歌。現在でもジャズのスタンダード・ナンバーとして知られる。
この曲のコード進行は「リズム・チェンジ」（「アイ・ガット・リズム」のチェンジ）としてジャズ音楽家によく知られており、多くの著名なジャズ曲の基礎となった。

## 構成
この曲は、"Embraceable You" や "But Not For Me" などのヒットソングを生み出したミュージカル「ガール・クレイジー」（Girl Crazy）のために作曲され、その後多くのジャズ歌手によって歌われている。元々は1928年の "Treasure Girl" のためにテンポの遅い曲として作曲されたが、『ガール・クレイジー』で使用するにあたり、よりテンポの速い曲に書き直された。エセル・マーマンがブロードウェイで歌っているのを聞いたジョージ・ガーシュウィンは、「歌のレッスンを受けるべきではない」と彼女に忠告したという。
曲はいわゆるAABAフォームで構成されており、この曲のコード進行は「リズム・チェンジ」（「アイ・ガット・リズム」のチェンジ）としてジャズ音楽家によく知られており、多くの著名なジャズ曲の基礎となった。チャーリー・パーカーとディジー・ガレスピーはこの曲のコード進行を元にして「アンソロポロジー」を作曲した。
曲は後に拡張され、1935年にガーシュインによる最後のコンサートで "I Got Rhythm" と題して歌われた。1920年代におけるスウィングの象徴とも言える曲である。

## 歴史
1951年のミュージカル映画『巴里のアメリカ人』に使用されている。ジーン・ケリー演じるジェリーは彼が英語を教えていたフランス人の子供と共にこの曲を歌い、"I got"と歌うたびにタップダンスを踊った。また『陽のあたる教室』では、学生がガーシュイン・レビューの試験を受けるためにこの曲を歌う。
この曲を歌った歌手は多いが、ジュディ・ガーランド、エセル・マーマン、ジョディ・ベンソン、そして1967年の全米チャートで3位に輝いたザ・ハプニングスなどが良く知られる。とても人気のあるジャズのスタンダード・ナンバーでもあり、オーネット・コールマンの "Chippie" などもこの曲のコード進行を参考にしている。チャーリー・パーカーも、"Moose the Mooche" など、コード進行を参考にした曲を何曲か作っている。ゲイリー・ラーソンは "Far Side" でコードを参考にした。
1939年、カンザス・フィルハーモニー管弦楽団（現在のカンザス・シティ・シンフォニー）による初公演の演目として、ブルース・チェイスによって "I Got Rhythm" が配されている 。
1975年12月31日に放送された第26回NHK紅白歌合戦では紅組の応援コーナーとして紅組出場歌手数名によるラインダンスが披露され，この曲が使用された。演奏はダン池田とニューブリード・東京放送管弦楽団が担当した。
1979年、エセル・マーマンはアルバム "The Ethel Merman Disco Album" の中でディスコ・アレンジ・バージョンを発表した。
1992年には『ガール・クレイジー』を基にしたタップダンス・ミュージカル・コメディ『クレイジー・フォー・ユー』が製作。同曲も劇中歌として使用され、ヒロイン役のジョディ・ベンソンをメインとして歌われた。ベンソンはこの役でトニー賞ミュージカル主演女優賞にノミネートされている。

## 著名な録音
- ジュディ・ガーランド
- ビング・クロスビー
- フレッド・アステア
- エラ・フィッツジェラルド
- ジーン・ケリー
- エセル・マーマン
- レジデンツ
- バーブラ・ストライサンド
- ジョディ・ベンソン - 『クレイジー・フォー・ユー』オリジナル・ブロードウェイ・キャストとして
- 上原ひろみ
- レナ・ホーン
- ブライアン・ウィルソン
- マイク・オールドフィールド